# Ivan Sunara
Ivan Sunara (Dernis, 27 marzo 1959) è un ex cestista e allenatore di pallacanestro croato, fino al 1992 jugoslavo.

## Carriera
Con la Jugoslavia ha disputato i Giochi olimpici di Los Angeles 1984 e due edizioni dei Campionati europei (1983, 1985).

## Palmarès

### Giocatore
- YUBA liga: 2

Spalato: 1976-77
Zadar: 1985-86
- Coppa di Jugoslavia: 2

Spalato: 1977
Cibona Zagabria: 1988
- Campionato croato: 1

Cibona Zagabria: 1992
- Coppa Korać: 1

Spalato: 1976-77